# Военный секретарь министра обороны Израиля
Военный секретарь министра обороны (ивр. המזכיר הצבאי של שר הביטחון‎) — советник министра обороны Израиля по военным вопросам и вопросам безопасности.

## Характеристики работы
Военным секретарём министра обороны является офицер в звании бригадного генерала (тат-алуф). Роль секретаря заключается в том, чтобы быть связующим звеном между армией, службой общей безопасности, Моссадом и Министерством обороны. Военный секретарь собирает разведывательную и оперативную информацию и информирует министра обороны о различных событиях. Кроме того, военный секретарь служит советником министра для армии, и запросы армии адресуются ему. Также военный секретарь представляет министра обороны в различных военных дискуссиях. Когда новый министр вступает в должность, ответственность за дублирование безопасности ложится на секретаря.

## Военные секретари министра обороны
| #  | Изображение | Имя                    | Срок полномочий | При министре обороны                                             | Примечания                                                                   |
| -- | ----------- | ---------------------- | --------------- | ---------------------------------------------------------------- | ---------------------------------------------------------------------------- |
| 1  |             | Йехошуа Равив          | 1967 — 1974     | Моше Даян                                                        |                                                                              |
| 2  |             | Арье Барон             | 1974 — 1977     | Шимон Перес                                                      |                                                                              |
| 3  |             | Илан Техила            | 1977 — 1981     | Эзер Вайцман, Менахем Бегин                                      |                                                                              |
| 4  |             | Одед Шамир             | 1981 — 1983     | Ариэль Шарон                                                     | Во время Первой ливанской войны                                              |
| 5  |             | Дани Ятом              | 1983 — 1985     | Моше Аренс                                                       |                                                                              |
| 6  |             | Хагай Регев            | 1985 — 1987     | Ицхак Рабин                                                      |                                                                              |
| 7  |             | Элькана Харноф         | 1987 — 1989     | Ицхак Рабин                                                      |                                                                              |
| 8  |             | Йекутиэль Мор          | 1989 — 1990     | Ицхак Рабин, Моше Аренс                                          |                                                                              |
| 9  |             | Ирми (Ирмияху) Ольмерт | 1990 — 1993     | Моше Аренс                                                       | Во время войны в Персидском заливе                                           |
| 10 |             | Дани Ятом              | 1993 — 1996     | Ицхак Рабин, Шимон Перес, Моше Аренс                             | Также был военным секретарём премьер-министров Ицхака Рабина и Шимона Переса |
| 11 |             | Яаков Амидрор          | 1996 — 1998     | Ицхак Мордехай                                                   |                                                                              |
| 12 |             | Дан Харель             | 1998 — 1999     | Ицхак Мордехай, Моше Аренс, Эхуд Барак                           |                                                                              |
| 13 |             | Гади Айзенкот          | 1999 — 2001     | Эхуд Барак, Биньямин Бен-Элиэзер                                 | Также был военным секретарём премьер-министра Эхуда Барака                   |
| 14 |             | Михаэль Герцог         | 2001 — 2004     | Биньямин Бен-Элиэзер, Шауль Мофаз                                |                                                                              |
| 15 |             | Эйтан Дангот           | 2004 — 2009     | Шауль Мофаз, Амир Перец, Эхуд Барак                              |                                                                              |
| 16 |             | Мишель Бен-Барух       | 2009 — 2012     | Эхуд Барак                                                       |                                                                              |
| 17 |             | Ицхак Турджеман        | 2012 — 2013     | Эхуд Барак, Моше Яалон                                           |                                                                              |
| 18 |             | Яир Кулас              | 2013 — 2018     | Моше Яалон, Авигдор Либерман                                     |                                                                              |
| 19 |             | Офер Винтер            | 2018 — 2020     | Авигдор Либерман, Биньямин Нетаньяху, Нафтали Беннетт, Бени Ганц |                                                                              |
| 20 |             | Яки Дольф              | 2020 — 2023     | Бени Ганц, Йоав Галант                                           |                                                                              |
| 21 |             | Гай Маркизано          | 2023 — н.в.     | Йоав Галант, Исраэль Кац                                         |                                                                              |